# Lindale (Teksas)
Lindale je grad u američkoj saveznoj državi Teksas. Prema popisu stanovništva iz 2010. u njemu je živjelo 4.818 stanovnika.